# Burdzs al-Álam
A Burj Al Alam (angolul: "World Tower") egy, eredetileg 108 emeletesnek és 510 méter magasságúnak tervezett hiperboloid alakú felhőkarcoló építési projektje volt. A torony Dubaj Business Bay részén az Egyesült Arab Emírségben épült volna. Úgy tervezték, hogy egy kristályvirágra hasonlítson. Egyike lett volna a világ legmagasabb épületeinek. A tornyot a Fortune Group kezdte építeni, amelynek számos egyéb projektje van Dubajban, mint például Fortune Bay-i Fortune Tower.
A tervek szerint a 74. emeletig irodák, kiskereskedelmi egységek, a felső 27 emeleten szállodák, apartmanok kaptak volna helyet. A fényűző, 5 csillagos szálloda szobáinak egy része a felszínhez képest a világ legmagasabban elhelyezkedő szobái közé kerültek volna. Összesen 30 lift működött volna az épületben (ebből 19 darab emeletes). Az épület tetejére egy 6 emeletes koronát terveztek, amelyben törökfürdő, égi kert, és több klublétesítmény lett volna.
Az építkezés 2006-ban indult, a befejezés időpontját az eredeti 2009-es határidőhöz képest is sok csúszással, a gazdasági válság és a befektetők késedelmes fizetései miatt 2012-re tették át.
A projekt helyzete tovább nehezedett, honlapja egy idő után nem működött, és egy 2013-ban készített űrfelvételen az látszott, hogy a projektgödröt homokkal töltötték fel. Végül a projektet az illetékes engedélyezési hatóság is törölte.